# Ao (Rakke)
Ao  est un village de la Commune de Rakke du Comté de Viru-Ouest en Estonie.
Friedrich Robert Faehlmann est né à Ao.